# ورشة (فلم)
ورشة هو فيلم قصير صدر عام 2022 من إخراج دانيا بدير. يُصنف الفيلم ضمن فئة الأفلام القصيرة إذ تبلغ مدته 15 دقيقة، وتلعب دور البطولة شخص متعدد المواهب خنسى، الذي يلعب دور عامل مهاجر ومشغل رافعة في بيروت. وبعد عرض الفيلم في مهرجان صندانس السينمائي،  حيث فاز بجائزة أفضل فيلم قصير، عُرض الفيلم في العديد من المهرجانات السينمائية الدولية، بما في ذلك مهرجان كليرمون فيران السينمائي ومهرجان سيمينسي بلد الوليد السينمائي، حيث فاز بجائزة قوس قزح لأفضل فيلم. ترشح الفيلم القصير إلى القائمة المختصرة لجوائز الأوسكار رقم 95 ضمن فئة أفضل فيلم قصير مباشر, لكنه لم يتأهل إلى مرحلة الخمسة أفلام الأخيرة. كما ترشح الفيلم القصير أيضًا في حفل توزيع جوائز سيزار الثامن والأربعين.

## القصة
يتطوع عامل مهاجر لتشغيل رافعة بناء خطيرة للغاية في بيروت. يصبح العامل أخيرًا وحيدًا، فهو يشعر بالحرية في التعبير عن تخيلاته.

## استقبال
تم اختيار الفيلم منذ إطلاقه في العديد من المهرجانات والأكاديميات حول العالم:
| سنة  | المهرجانات                                | الجائزة/الفئة                                              | حالة |
| ---- | ----------------------------------------- | ---------------------------------------------------------- | ---- |
| 2022 | مهرجان صندانس السينمائي                   | جائزة لجنة تحكيم الأفلام القصيرة للرواية الدولية           | فوز  |
| 2022 | مهرجان روتردام السينمائي الدولي           | أفضل فيلم قصير                                             | ترشح |
| 2022 | مهرجان كليرمون فيران الدولي للفيلم القصير | الجائزة الكبرى الوطنية                                     | ترشح |
| 2022 | مهرجان كليرمون فيران الدولي للفيلم القصير | أفضل فيلم قصير غريب                                        | ترشح |
| 2022 | مهرجان تامبيري السينمائي                  | أفضل رواية عالمية                                          | فوز  |
| 2022 | مهرجان ساجويناي الدولي للفيلم القصير      | جائزة لجنة التحكيم                                         | فوز  |
| 2022 | مهرجان أسبن القصير                        | الاعتراف الخاص                                             | فوز  |
| 2022 | مهرجان                                    | جائزة لجنة التحكيم الكبرى للرواية القصيرة الدولية المتميزة | فوز  |
| 2022 | مهرجان ساوث باي ساوث ويستالسينمائي        | جائزة لجنة التحكيم الكبرى لأفضل فيلم روائي قصير            | ترشح |
| 2022 | مهرجان زوبروفكا                           | الجائزة الكبرى                                             | فوز  |
| 2022 | مهرجان الأفلام القصيرة وآسيا              | الجائزة الكبرى                                             | فوز  |
| 2022 | مهرجان ويسلر السينمائي                    | أفضل عمل قصير دولي                                         | فوز  |